# Ànwar (nom)
Ànwar és un nom masculí àrab (àrab: أنور, Anwar) que literalment significa ‘més lluminós’. Si bé Ànwar és la transcripció normativa en català del nom en àrab clàssic, també se'l pot trobar transcrit Anwar. Aquest nom també el duen musulmans no arabòfons que l'han adaptat a les característiques fòniques i gràfiques de la seva llengua: albanès: Enver; kurd: Enwer; turc: Enver.
Vegeu aquí personatges i llocs que duen aquest nom.